# Мурин, Александр Алексеевич
Алекса́ндр Алексе́евич Му́рин (28 декабря 1936, Ленинград — 25 августа 2020, Санкт-Петербург) — ленинградский/петербургский хормейстер, эссеист, педагог, краевед, общественный деятель.

## Происхождение, образование
Родился в 1936 году в Ленинграде (ныне Санкт-Петербург) в семье потомственных музыкантов: мать — народная артистка РСФСР, дирижёр Елизавета Петровна Кудрявцева, дядя — народный артист СССР, хормейстер Александр Григорьевич Мурин, дед — регент Храма Воскресения Христова Пётр Кириллович Кудрявцев. Отец — инженер Алексей Григорьевич Мурин.
Выпускник Хорового училища при Ленинградской государственной академической Капелле им. М. И. Глинки (1955), где обучался у П. А. Богданова, Г. А. Дмитревского и Е. П. Кудрявцевой. В 1960 году окончил дирижёрско-хоровое отделение Ленинградской консерватории у профессора А. Е. Никлусова.

## Творческая деятельность
Работал в Хоре любителей пения и Ансамбле песни и танца «Трудовые резервы», Ленинградском областном доме народного творчества, объединении «Ленконцерт», преподавал в Колледже культуры и искусства (три почётные грамоты Комитета по Культуре СПб), выступал со вступительными словами в концертных залах Петербурга.
Публиковался в журналах «Нева», «Автобус», «Искорка», «Петербургский театральный журнал», провёл многочисленные радиопередачи в циклах «Прогулки по Петербургу», «Андреевский флаг», «Мифы и легенды Ленинграда-Петербурга», «Хоровые вечера», «Дворы Капеллы».
Осуществил ряд переводов на русский язык текстов зарубежных произведений кантатно-ораториального жанра для первых исполнений в СССР (в их числе — «Военный реквием» Б. Бриттена в 1964).
Составитель книги «Мой музыкальный век» Е. П. Кудрявцевой (2011 г.), автор книг «Как очевидец» (2011 г.), «Записки капелльского очевидца» (2015 г.), «Записки капелльского сверчка» (2017 г.), «Грустный вальс» (2020 г.). Подробно исследовал генеалогию своего рода, судьбы многих выдающихся людей, истории петербургских зданий и их жителей. С чувством юмора и талантом рассказчика повествовал в книгах и радиопередачах о своём городе, корнях, родственниках и друзьях, о великих музыкантах, актёрах, писателях и художниках, с которыми сводила его судьба.
Член-корреспондент Петровской академии наук и искусств.
Скончался 25 августа 2020 года. Отпевание Александра Алексеевича Мурина прошло 31 августа 2020 года в Князь-Владимирском соборе. Похоронен на Волковском кладбище.
Жена — скульптор Г. В. Додонова, заслуженный художник России, автор памятника А. А. Ахматовой, памятника «Детям блокады» и других. Младшая сестра — пианистка и педагог Е. А. Мурина (род. 1938).

## Публикации и радиопередачи
- Кудрявцева Е. П. Мой музыкальный век.— СПб: «Береста», 2011.— 464 с., илл., портр., именной указатель.— ISBN 978-5-905225-16-1 (см. тж. рецензию на сайте kapellanin.ru).
- Мурин А. А. Как очевидец: статьи и рассказы разных лет.— СПб.: «Береста», 2011.— 352 с., илл.— ISBN 978-5-905225-31-4 (см. тж. рецензию на сайте kapellanin.ru).
- Мурин А. А. Записки капелльского очевидца. Неслучайные встречи.— СПб.: Студия «НП-Принт», 2015.— 292 с., илл.— ISBN 978-5-91542-273-4 (см. тж. рецензию на сайте kapellanin.ru).
- Мурин А. А. Записки капелльского сверчка.— СПб.: Студия «НП-Принт», 2017.— 216 с., нот., илл.— ISBN 978-5-901724-38-5 (см. тж. рецензию на сайте kapellanin.ru).
- Мурин А. А. Грустный вальс.— СПб.: Студия «НП-Принт», 2020.— 188 с., илл. ISBN 978-5-6044819-3-6 (см. тж. рецензию на сайте kapellanin.ru).
- Мурин А. А. Радиопередачи разных лет. https://murin.mave.digital/